# Bye Bye (chanson de Kato Miliyah)
Pour les articles homonymes, voir Bye Bye.
Singles de Miliyah Katō
Why
(2009) Last Love
(2010)
Bye Bye est le 17e single de Miliyah Katō, sorti sous le label Mastersix Foundation le 24 mars 2010 au Japon. Il atteint la 8e place du classement de l'Oricon. Il se vend à 10 899 exemplaires la première semaine, et reste classé pendant 8 semaines, pour un total de 19 474 exemplaires vendus.
Bye Bye a été utilisé comme générique d'ouverture pour CDTV en mars 2010. Bye Bye se trouve sur l'album Heaven.

## Liste des titres
Toutes les paroles sont écrites par Miliyah Katō, sont arrangées par de Shinichiro Murayama, sont arrangées par l'orchestre par Yuichiro Goto.
| 1. | Bye Bye                                        | 4:46 |
| 2. | Sensation                                      | 4:39 |
| 3. | Koi ga Owaru Sono Toki ni (恋が終わるその時に) | 4:50 |
| 4. | Sensation (Dance Edit)                         | 5:09 |

| 1. | Sensation feat. Kento Mori |      |
| 2. | Sans titre                 | 5:17 |